# Fonderia

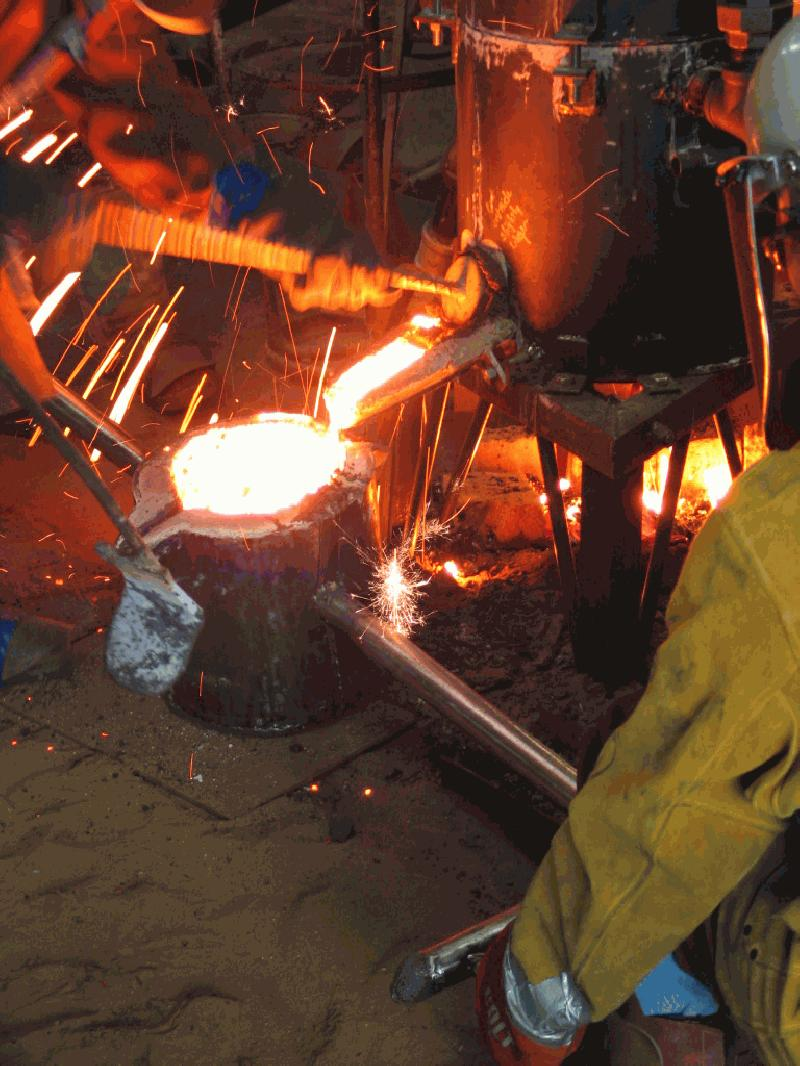
Lo spillamento in siviera del metallo fuso da un forno fusorio per la successiva colata.

La fonderia è la branca della metallurgia che si occupa dei processi produttivi che permettono di ottenere degli oggetti metallici tramite la fusione e la colata di metalli in apposite forme, ossia degli oggetti cavi che daranno la forma al pezzo. I pezzi ottenuti vengono detti "getti" o "fusioni". La fusione è una delle tecnologie di lavorazione tra le più antiche conosciute: i primi utensili rinvenuti, ottenuti tramite fonderia, risalgono al 4000 a.C. 
Viene detto fonderia anche lo stabilimento ove vengono svolte le suddette attività. 
È possibile dividere il processo di fonderia in due macrocategorie:
- colata in forma transitoria: la forma per creare il pezzo viene distrutta al termine del processo.
- colata in forma permanente: la forma per creare il pezzo viene riutilizzata in un elevato numero di cicli produttivi.

## Colata in forma transitoria

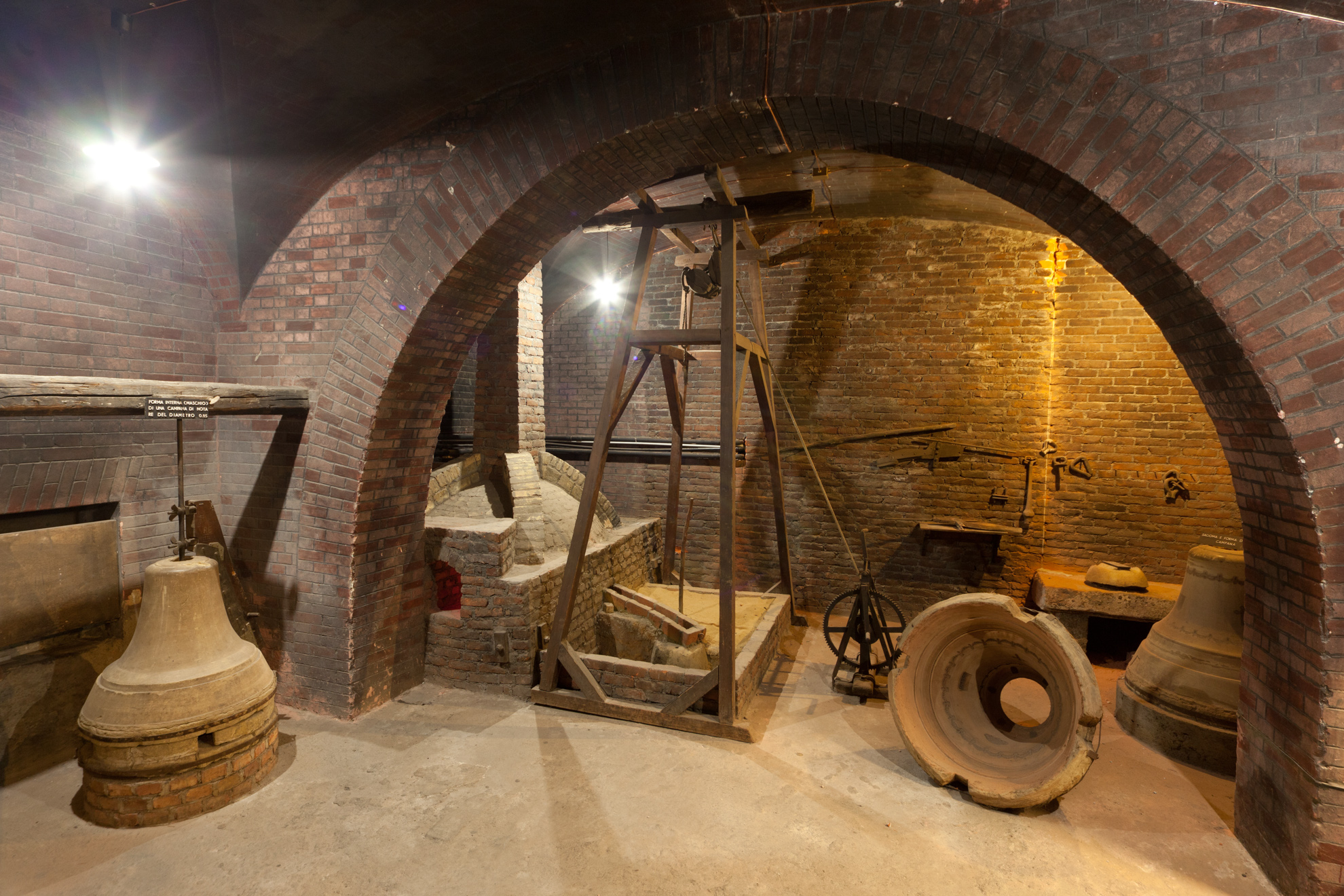
Bottega per la fusione di campane, fine XVII secolo - inizi XVIII secolo. Museo nazionale della scienza e della tecnologia Leonardo da Vinci, Milano.

La formatura in forma transitoria può avvenire con l'utilizzo di un modello permanente, ed è il caso della fonderia a terra, o di un modello consumabile, ed è il caso della colata a cera persa e del policast.

### Fonderia in terra

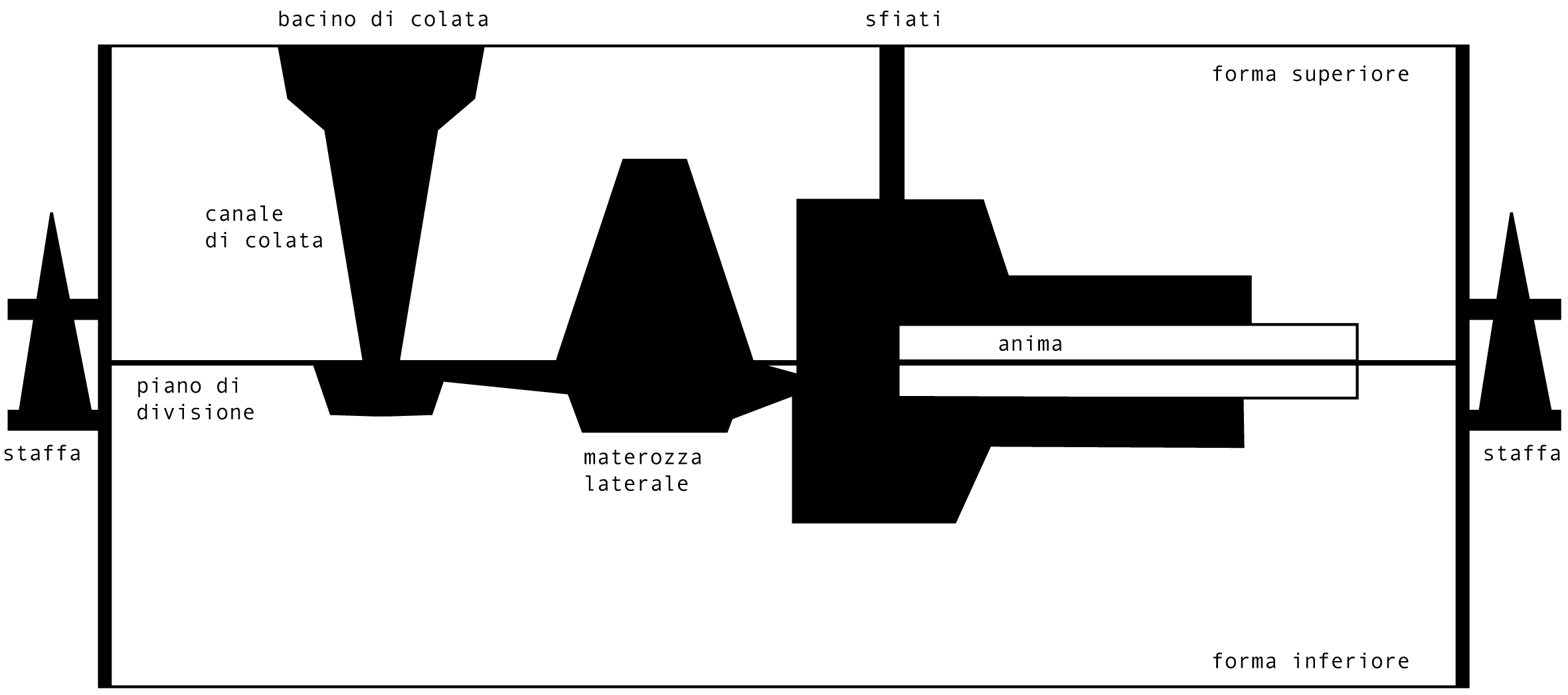
Disegno esemplificato di un Sistema di colata

La lavorazione classica di fonderia è quella della colata in terra, per via del fatto che il metallo fuso viene colato in uno stampo composto da una terra speciale, detta terra da fonderia, che alla fine del processo verrà rotta per poterne estrarre il pezzo.
Le terre usate, perdono le loro qualità per effetto dell'alta temperatura, pertanto è possibile riutilizzarle solamente dopo un opportuno trattamento.

#### Caratteristiche principali
Il processo di fonderia in terra presenta alcune caratteristiche fondamentali, utili nella scelta del tipo di componente che si vuole ottenere.
È uno dei processi dotato di maggiore versatilità e può essere realizzato praticamente con ogni tipo di metallo o lega. La gamma di pezzi ottenibili tramite processi di fonderia può variare molto: da oggetti più piccoli e di geometria decisamente semplice, come lingotti, a prodotti decisamente più ingombranti e di elevata complessità, come motori navali.
Va precisato che in caso di oggetti particolarmente complessi e ingombranti, come l'appena citato motore per uso navale, la scelta di realizzazione tramite fonderia è praticamente "obbligata".
Benché sia molto versatile, la fonderia è un processo di natura molto basilare: nella grande maggioranza dei casi il pezzo ottenuto dovrà subire ulteriori lavorazioni con lo scopo di essere rifinito per ottenere le caratteristiche del prodotto desiderate.
Il processo di fonderia infine è sempre molto conveniente per la realizzazione di un numero molto alto di pezzi, mentre nel caso si debba realizzare un numero limitato o medio di pezzi, è opportuno valutare attentamente vantaggi e svantaggi derivanti da tale lavorazione.

#### Il modello
Il modello è un oggetto che rappresenta la sagoma che dovrà assumere il prodotto finale. Può essere fatto con svariati materiali: come legno, metallo, gesso, resine sintetiche: ogni materiale ha pregi e difetti; per esempio il legno offre un'ottima lavorabilità e leggerezza del modello, e come unico svantaggio ha poca resistenza superficiale e all'usura. Per contro, materiali metallici offrono una resistenza meccanica e all'usura decisamente maggiore, ma difettano in lavorabilità; mentre il peso elevato rende problematico un eventuale cambiamento di posizione della forma, che correrà il rischio di rompersi. Queste caratteristiche fanno sì che il legno sia il materiale più comunemente usato per la realizzazione del modello.
Lo scopo del modello è quello di creare nella forma la cavità nella quale si colerà il metallo fuso.
Le dimensioni del modello devono tener conto del ritiro del metallo nella fase di solidificazione e del sovrametallo (v. Colata).
La forma del modello deve tener conto della necessità di poter estrarre il modello dalla forma senza rovinarla, e quindi le pareti parallele alla direzione di estrazione del modello dovranno essere leggermente inclinate formando un invito detto sformo o scampanatura; si dovranno evitare inoltre i sottosquadri o prevedere una adeguata scomponibilità del modello; si dovranno infine prevedere le portate d'anima, cioè il calco dei supporti ove poggeranno le anime per creazione dei vuoti nella fusione. Per evitare tensioni interne, si dovranno evitare bruschi cambiamenti di spessore o di direzione, prevedendo opportuni raccordi tra le parti.

#### Le anime
Le anime sono degli oggetti che servono per ottenere dei fori nella fusione, cioè delle parti che non devono venir riempite dal metallo liquido. Tali cavità sono realizzabili facilmente nel caso di un rapporto tra diametro e lunghezza del foro non eccessivamente basso, pena la rottura dell'anima durante la colata. Nel caso tale rapporto fosse molto basso è opportuno eseguire il foro tramite altre lavorazioni come l'asportazione di truciolo.
Le anime sono formate da terre o sabbie mescolate con agglomerati, formate con uno stampo in negativo detto cassa d'anima. La formatura dell'anima può essere a caldo con mescola di sabbia di varie granulometrie, resina legante e catalizzatore, miscelate sul posto per molazzatura (hot box) con sabbie pre rivestite (Shell-Molding) oppure a freddo (Isocure, Isoset). Ovviamente la scelta della formatura è in base a costi differenti e a diverse caratteristiche meccaniche e di finitura superficiale che si vogliono ottenere dalla stessa anima sui getti finali. Come la forma, l'anima dovrà presentare determinate caratteristiche meccaniche in modo da facilitarne l'estrazione, impedire eventuali difetti nel pezzo ed eventuali cedimenti dell'anima stessa.

#### La formatura

Formatura a guscio o Shell molding

La formatura, nei processi di fonderia, è l'attività di approntamento della forma, cioè del contenitore entro cui verrà colato il metallo.
Può essere fatta in fossa (o allo scoperto), se la forma viene approntata nel pavimento in sabbia della fonderia per grosse fusioni grossolane, in motta o in staffa.
In quest'ultimo caso la forma è costituita da due staffe, cioè due telai di metallo, aperti sopra e sotto, entro i quali viene versata e costipata della terra da fonderia attorno al modello. Questo tipo di terra è composta da sabbia mista a leganti e additivi vari; e dovrà presentare varie caratteristiche. In primo luogo vi deve essere un buon compromesso tra sgretolabilità e resistenza della forma, infatti la forma deve resistere alla pressione della colata, tuttavia non deve presentare troppe difficoltà nella rimozione, che solitamente avviene per rompimento della forma. Dovrà inoltre essere un materiale refrattario e permeabile ai gas, per permetterne la fuoriuscita ed evitare che questi creino porosità interne nei futuri prodotti. Inoltre la presenza di una sabbia più o meno fine si riflette sulla finitura superficiale del pezzo che si otterrà.
Il processo di formatura inizia con l'approntamento della prima la staffa inferiore, nella quale sarà contenuta la prima metà del modello. Si rovescia quindi la staffa, si cosparge la superficie della terra di una polvere atta a non far aderire la terra della seconda staffa, si posiziona la seconda metà del modello, si posiziona e fissa la seconda staffa sopra la prima e si appronta quindi la seconda parte della forma, comprensiva di canale di colata, montante e sfoghi d'aria.
Si aprono quindi le staffe, si estrae il modello, si eseguono eventuali riparazioni della forma, si posizionano le anime e si ricollegano le due staffe tramite le opportune orecchie e spine. A seconda della terra usata e dal grado di finitura richiesto, la colata può avvenire direttamente nella forma così preparata, che viene detta formata a verde oppure può venir essiccata in apposite stufe, e viene detta in questo caso formata a secco.

#### La fusione
La fusione del metallo va fatta in opportuni forni fusori, diversi a seconda del materiale da fondere. Per la ghisa, ad esempio, il forno classico è il cubilotto. Recentemente vengono impiegati anche forni rotativi alimentati a ossigeno e metano.
I principali tipi di forni fusori sono:
- Forno ad arco elettrico: è uno dei più diffusi grazie alle alte temperature ottenibili, al facile controllo delle temperature e al costo minore rispetto ad altri tipi di forno[2].
- Forno a induzione: utilizzato soprattutto nelle piccole fonderie, dove non sono necessarie colate di grande dimensione.
- Forno a cupola: comporta investimenti alti nell'acquisto, che sono poi compensati dall'elevata produttività.
- Forno a levitazione: una bobina ad induzione riscalda il materiale e fa sì che questo sia sospeso all'interno del forno; eliminando la formazione di gas nella colata

#### La colata
Si spilla il metallo fuso dal forno, raccogliendolo in una siviera, lo si trasporta sino al luogo di colata e tramite forza di gravità, lo si cola nella forma attraverso il canale di colata.
Durante il periodo di raffreddamento, nel materiale si verificano fenomeni di ritiro, dovuti all'abbassarsi della temperatura: durante il passaggio di stato tra solido e liquido il ritiro del metallo fuso è antisotropo, mentre, raggiunto lo stato solido, il ritiro può essere considerato isotropo. Per questo motivo la forma è sovradimensionata rispetto al pezzo che si vuole ottenere: ad esempio se il metallo durante tutto il raffreddamento ha un ritiro dell'1%, e si vuole ottenere un pezzo lungo 1 metro, la lunghezza della forma sarà di 1,01 metri. Per ovviare alla precisione grossolana del processo, si sovradimensiona ulteriormente il sistema, in modo che lo spessore sia leggermente maggiore di quello desiderato a valle del ritiro termico: tale spessore aggiuntivo è chiamato sovrametallo, e sarà prelevato in un altro tipo di lavorazione per rispettare tolleranze più restrittive. Il sovrametallo dovrà raggiungere un compromesso tra l'avere abbastanza materiale da prelevare e non avere troppo materiale di scarto, che inoltre porta a lavorazioni successive più lunghe e quindi costose ed all’aumento del materiale di scarto (tornitura).
Per far fronte a fenomeni di ritiro del materiale in transizione di fase, vengono posizionate sul canale di colata delle materozze, che possono essere definite come della aggiunte di materiale per ovviare a tale ritiro, che può creare difetti di forma nel pezzo, chiamati coni o cavità di ritiro. Alla fine del processo le materozze e gli altri ausili di colata, detti montanti di caricamento, vengono rimosse tramite altre lavorazioni.

#### L'estrazione del getto dalla forma
Una volta solidificato e raffreddato, si estrae il getto dalla forma con l'operazione detta distaffatura. Nell'eseguire questa operazione la forma di terra viene distrutta, e per questo la formatura in terra viene detta a perdere o transitoria, in contrapposizione alla colata in stampi metallici, detti conchiglie o forme permanenti, che vengono riutilizzati.
Analogamente per eliminare “l’anima”, ovvero la forma in sabbia che genera la sezione cava nei getti permanenti, si procede poi alla sterratura tramite macchine granigliatrici, tali macchine, a mezzo sfere metalliche che urtano i getti, sgretolano le anime in sabbia consentendone la separazione del getto grezzo.
Il pezzo estratto viene ripulito della terra di fonderia con l'operazione di sterratura, si toglie quindi la materozza, il canale di colata ed i montanti, si eliminano le bave che si sono formate lungo il piano di contatto delle due semiforme, si tolgono eventuali imperfezioni superficiali ed incrostazioni e quindi il getto può essere avviato alle eventuali successive lavorazioni, trattamenti e controlli.

#### Principali problemi e difetti della fonderia in terra
È importante, nella fase di progetto, eseguire alcune accortezze al fine di evitare problemi che potrebbero intaccare l'integrità e la funzionalità del pezzo colato, facendolo diventare uno scarto:
- Un eccessivo tempo di indurimento della forma o una sua eccessiva esposizione a radiazioni infrarosse, causate da un eccessivo tempo di raffreddamento del metallo, può portare ad un distacco della terra da fonderia, con la produzione di un pezzo diverso da quello voluto.
- Errori tipici nella formatura manuale sono il cedimento della forma, il fuori staffa, e le fuoriuscite di liquido. Il primo tipo di errore è causato dalla compattazione della sabbia in modo errato o non omogeneo, che cederà sotto la pressione del liquido di colata. Il fuori staffa (ovvero il fenomeno che si verifica quando la faccia inferiore e superiore della staffa non coincidono) e le fuoriuscite di liquido sono invece dovute ad un errato sigillo delle staffe o dal loro sbagliato accostamento.
- Errori di dimensionamento di un pezzo portano a cavità e porosità interne o superficiali di un pezzo. Tali errori possono essere generati da errati posizionamenti di materozze o dimensionamenti di raccordi, montanti di caricamento, canali di colata e/o sezioni con masse concentrante. Se l'entità di porosità e cavità è considerevole, si può arrivare a pezzi con caratteristiche meccaniche nettamente inferiori ai parametri di progetto. Nel caso di dimensionamenti eccessivamente sconsiderati si arriva addirittura al mancato riempimento di alcuni punti della forma.

Principali problemi e difetti della fonderia in conchiglia
Numerose sono le possibili cause dei difetti di fusione in conchiglia:
- Allo stato attuale, la maggior parte di tale produzione, specialmente quella in ottone, viene eseguita manualmente, quindi la corretta azione di colatura e la manualità degli operatori ha un ruolo molto significativo nella corretta realizzazione del grezzo.
- La corretta distribuzione delle masse nella geometria dell’articolo in fase di progettazione (masse concentrate o forti cambi di sezione creano problemi per formazione di tensioni di raffreddamento e/o difficoltà di riempimento dei volumi in fase di colata)
- La corretta progettazione, dimensionamento e realizzazione degli stampi (casse d’anima e conchiglie) ha un ruolo fondamentale
- La corretta temperatura del metallo fuso e la sua scorrevolezza o colabilità.
- Il quantitativo di leganti utilizzati nella produzione delle anime dovrebbe essere il minore possibile affinché queste non collassino sotto il peso della fusione, ma consentano parimenti di ridurre al minimo la formazione di gas quando l’anima viene a contatto con il materiale fuso, tali gas tendono ad essere inclusi nelle fusioni creando dei difetti, mancanze di materiale, dette soffiature o porosità, che rendono spesso “non conformi” i pezzi.
- Il corretto tempo di rapprendimento della lega fusa nella conchiglia al termine dell’azione di colata.

### Fusione a cera persa
La fusione a cera persa, o microfusione, è una pratica di fonderia a modello e forma transitori.
Il processo consiste nel creare un modello in cera, che verrà immerso in una forma contenente sabbia da fonderia. Una volta solidificata la sabbia, il tutto viene surriscaldato, in modo che la cera diventi liquida e possa così fuoriuscire dalla forma.
Uscita la cera si procede alla colata e all'estrazione del pezzo.
Il pregio di questo processo è l'altissima finitura superficiale del pezzo finale, che è la più alta ottenibile tra tutti i processi di fonderia.
La Microfusione è uno dei processi in forma transitoria più utilizzato nella produzione di getti di ottima qualità e rifinitura, nonché altamente automatizzato. È la derivazione moderna dell'antico procedimento a cera persa. Vengono costruiti i modelli in cera, successivamente immessi in apposite vasche che contengono resine termoindurenti e granuli ceramici. Queste due insieme polimerizzano, dando vita ad un rivestimento esterno resistente. La forma viene decerata in forno, ed in seguito il getto di metallo viene colato nella forma, e una volta solidificato si libera dal refrattario che lo copriva e si ottiene il pezzo.

### Policast
È un processo simile alla microfusione, solo che in questo caso il modello viene realizzato in polistirene e sono richiesti meno passaggi. Questo modello viene realizzato per stampaggio ad iniezione e rivestito di una vernice refrattaria.
In questo caso la colata del metallo fuso avviene immediatamente dopo aver inserito il modello in una forma di sabbia. Infatti è il metallo liquido, per irraggiamento, a vaporizzare il polistirene, man mano che viene versato nella cavità. La vernice refrattaria rimane sulle pareti della cavità ed evita il contatto diretto tra metallo e sabbia.
Gli svantaggi di questo processo sono la possibilità che si creino porosità, quindi una finitura superficiale modesta.

## Colata in forma permanente
In questo caso la forma, chiamata conchiglia, è realizzata in acciaio o ghisa e non verrà rotta nella fase di estrazione del prodotto, rendendo questa complessa. I vantaggi sono di poter usare la stessa forma in più cicli produttivi, produrre getti con minore spessore di parete, avere una finitura superficiale migliore e la possibilità di automatizzare il processo.
Si hanno diversi processi a seconda che la colata del metallo nella forma sia dinamica o statica, nel qual caso si ha una Colata a gravità.
Nel caso della colata dinamica abbiamo la Colata centrifuga, in cui si muove la forma, la Colata sotto pressione o Pressofusione, in cui si muove il metallo liquido, e la Colata continua, nel caso in cui si muovano ambedue gli elementi.

### Colata per gravità
La forma viene realizzata in due matrici, chiamate semi conchiglie, prodotte in: ghisa, acciaio, lega rame berillio o bronzo. Forma e sistema di colata sono ottenuti per asportazione di truciolo. Prima che avvenga la colata si posizionano le anime, che possono essere in terra o metalliche.
Le superfici della cavità sono rivestite di un materiale refrattario in modo tale da aumentare la loro durata.
Nella colata per gravità di getti in ottone esistono, per lo più, due macrocategorie di geometria delle metodiche fusorie: la colata a “barchetta” detta anche alla “Tedesca” che vede essenzialmente il getto a fine colata con lo sviluppo dell’asse maggiore posto in orizzontale con un ingresso di colata ad una estremità del grezzo ed un montante di caricamento altrettanto generoso all’altra estremità della fusione, ed invece una colata “a pozzetto” che vede la fine della fusione con il grezzo posto in posizione verticale e la materozza che corre parallela all’asse più lungo della forma da ottenere, materozza solitamente dotata di almeno due ingressi, uno posto sul lato inferiore ed uno quasi in cima alla figura da ottenere.
Nel caso ci siano forme molto complesse da estrarre si ricorre ad estrattori meccanici.

### Pressofusione
La pressofusione rientra nella macrocategoria della fonderia con colata in forma permanente. Si differenzia inoltre dalla fonderia in terra per il fatto che il metallo fuso viene iniettato nella forma ad elevate pressioni.
Il processo sarà altamente automatizzato: questo comporta tempi di ciclo molto brevi, da cui deriva un'elevatissima produttività.
Il prodotto finito presenta una finitura superficiale migliore rispetto alla fonderia in terra, tipica della forma permanente, ulteriormente migliorata dall'elevata pressione di colata, che farà aderire meglio il materiale alla forma.
Si può distinguere la pressofusione in due categorie:
- Pressofusione a camera calda, se il serbatoio del metallo fuso è inserito in una fornace.
- Pressofusione a camera fredda, se il serbatoio del metallo è una semplice cavità non a temperatura controllata.

### Colata centrifuga
La colata centrifuga è una pratica fusoria in forma permanente che non prevede un modello, utilizzata principalmente per creare pezzi assialsimmetrici con fori.
Nella pratica il metallo fuso viene colato in una conchiglia di forma cilindrica cava, che ruota con un'opportuna velocità angolare in modo che il metallo aderisca alle pareti senza l'ausilio dell'anima. In particolare con questa tecnica è possibile eliminare il vincolo di rapporto tra diametro e lunghezza del foro, presente generalmente nei processi di fonderia, mentre il moto rotatorio garantisce lo smaltimento di gas interni durante il processo.

### Colata continua
La colata continua è un processo di produzione industriale del tipo fusione, in cui materiale liquido (metallo) viene fatto attraversare per forza gravitazionale una forma permanente a fondo aperto, detta lingottiera, ricavata in rame e raffreddata esternamente con acqua.